# Liste des arènes de hockey sur glace suisses par capacité
Cet article présente une liste non exhaustive des patinoires de hockey sur glace de Suisse. Elles peuvent accueillir également des clubs de patinage de vitesse sur piste courte, de patinage artistique, de danse sur glace, de patinage synchronisé ou de ballet sur glace.
La capacité indiquée est celle autorisée dans le cadre de rencontres de hockey sur glace.
Les arènes énumérées sont des installations permanentes et couvertes, homologuées par les ligues et la Fédération suisse de hockey sur glace pour la pratique du hockey sur glace de compétition.

## Liste des arènes de hockey sur glace suisses par capacité

### Capacités supérieurs à5 000places
| Rang | Aréna                         | Capacité | Ville             | Canton | Équipe(s)               |
| ---- | ----------------------------- | -------- | ----------------- | ------ | ----------------------- |
| 1    | PostFinance Arena             | 17 0310  | Berne             | BE     | CP Berne                |
| 2    | Swiss Life Arena              | 12 0000  | Zurich            | ZH     | ZSC Lions               |
| 3    | Vaudoise aréna                | 9 6000   | Lausanne          | VD     | Lausanne HC             |
| 4    | BCF-Arena                     | 9 1940   | Fribourg          | FR     | HC Fribourg-Gottéron    |
| 5    | Bossard Arena                 | 7 7000   | Zoug              | ZG     | EV Zoug                 |
| 6    | SWISS Arena                   | 7 4530   | Kloten            | ZH     | EHC Kloten              |
| 7    | Patinoire des Vernets         | 7 1350   | Genève            | GE     | Genève-Servette HC      |
| 8    | Gottardo Arena                | 6 7750   | Quinto            | TI     | HC Ambrì-Piotta         |
| 9    | Cornèr Arena                  | 6 7330   | Lugano            | TI     | HC Lugano               |
| 10   | Arena Saint-Jacques           | 6 6120   | Bâle              | BS     | HC Bâle                 |
| 11   | zondacrypto-Arena             | 6 5470   | Davos             | GR     | HC Davos                |
| 12   | Tissot Arena                  | 6 4360   | Bienne            | BE     | HC Bienne               |
| 13   | St. Galler Kantonalbank Arena | 6 1000   | Rapperswil-Jona   | SG     | SCRJ Lakers             |
| 14   | Emmental Versicherung Arena   | 6 0000   | Langnau i. E.     | BE     | SCL Tigers              |
| 14   | Patinoires du Littoral        | 6 0000   | Neuchâtel         | NE     | HC université Neuchâtel |
| 16   | Eisbahn Kleinholz             | 5 3840   | Olten             | SO     | HC Olten                |
| 17   | Patinoire des Mélèzes         | 5 2250   | La Chaux-de-Fonds | NE     | HC La Chaux-de-Fonds    |
| 18   | Raiffeisen Arena              | 5 1780   | Porrentruy        | JU     | HC Ajoie                |

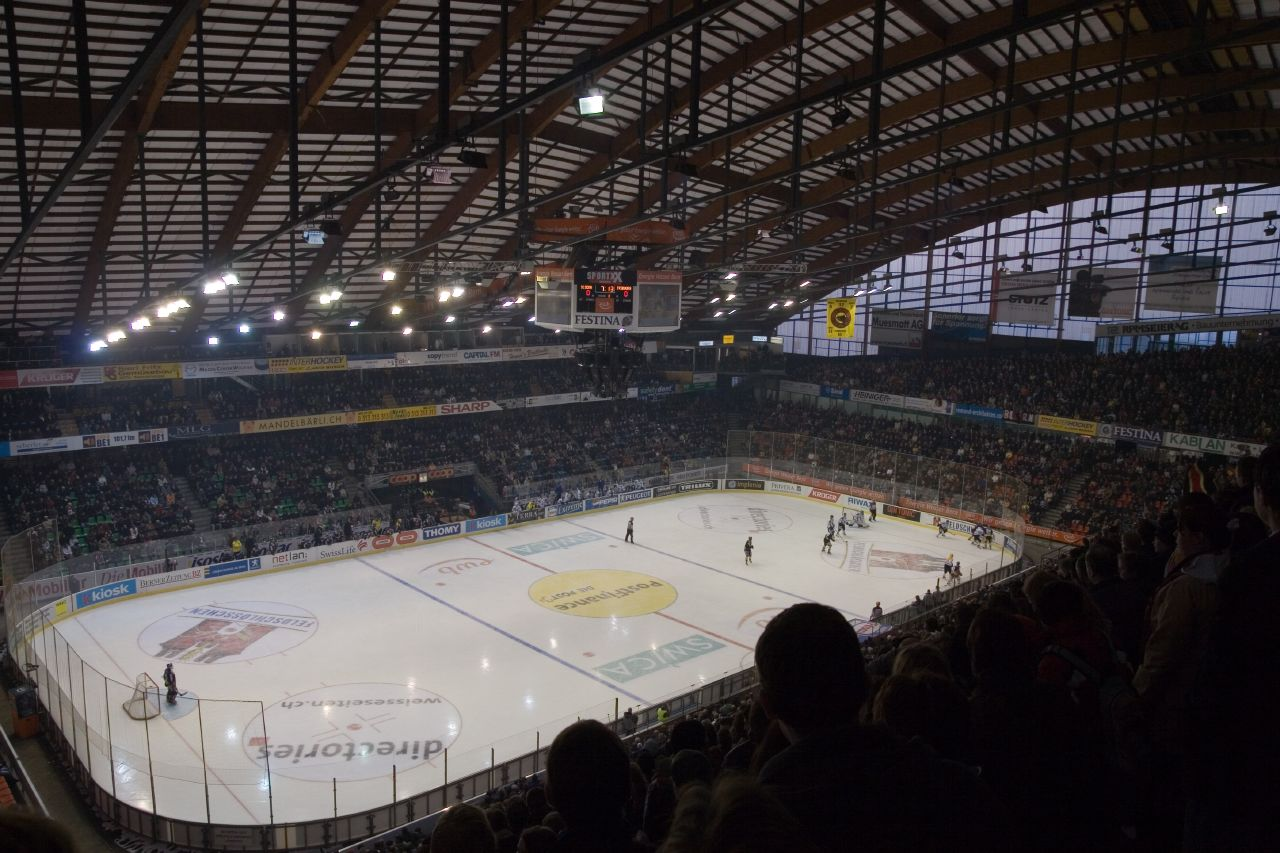
PostFinance Arena
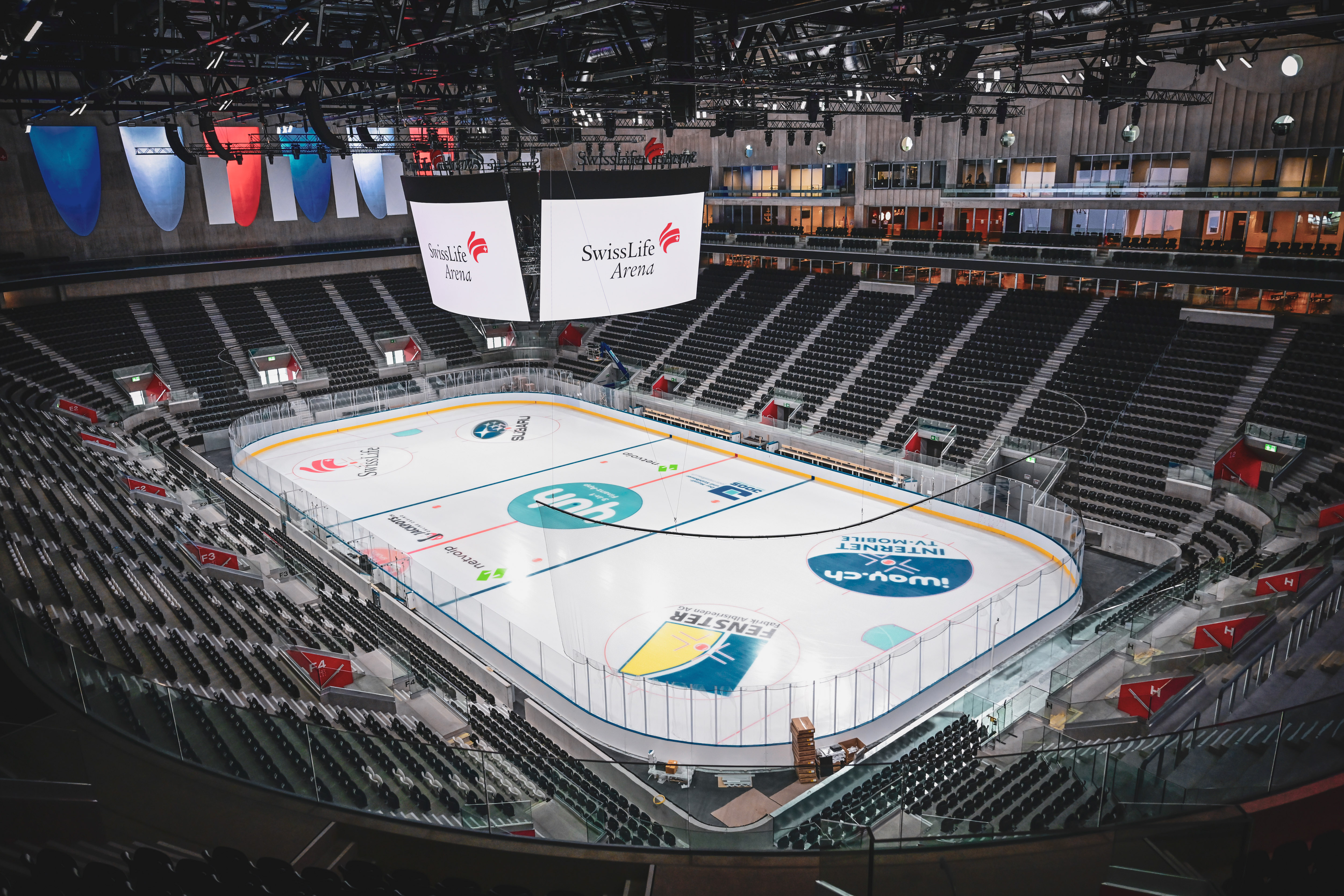
Swiss Life Arena
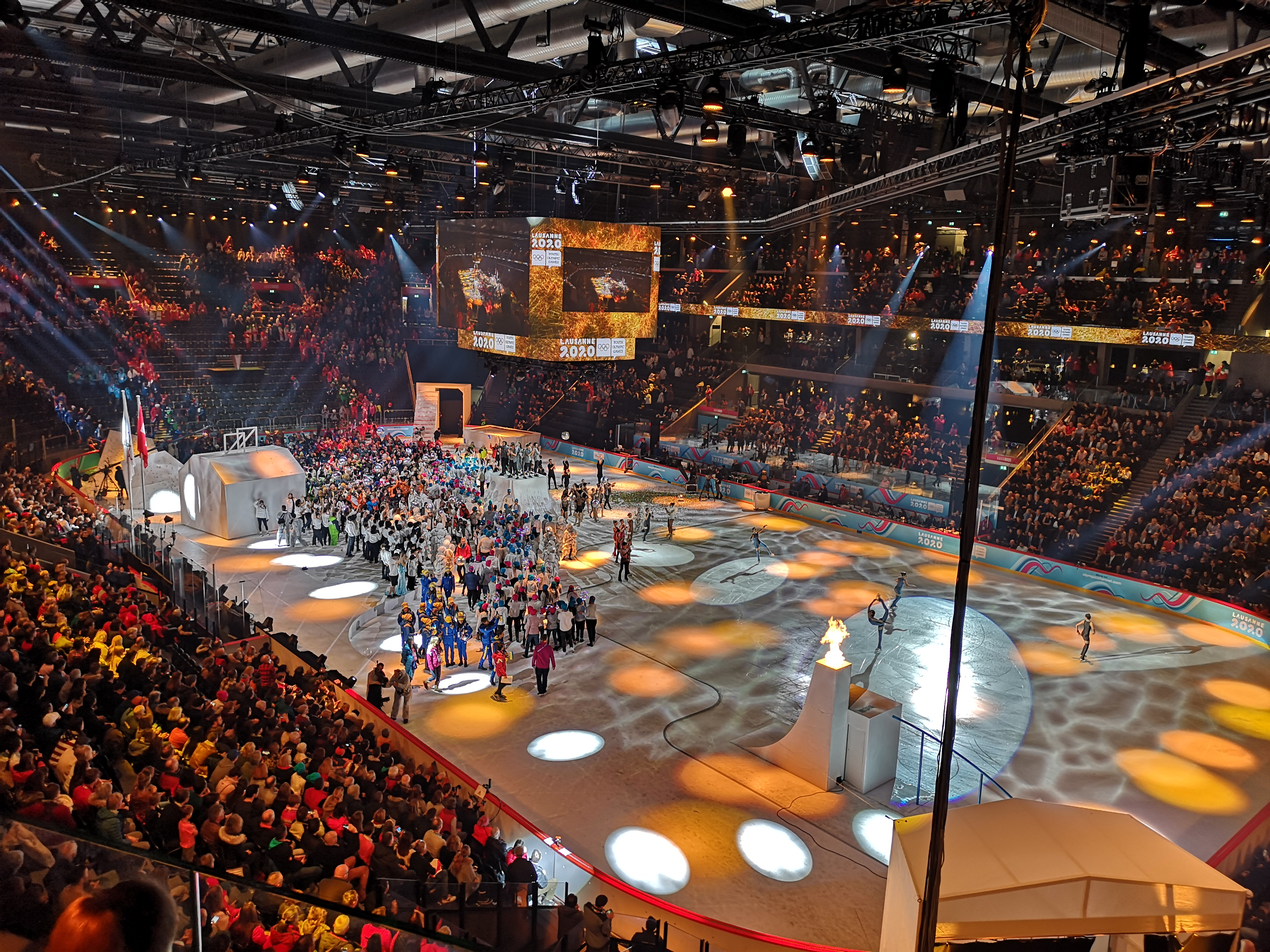
Vaudoise aréna
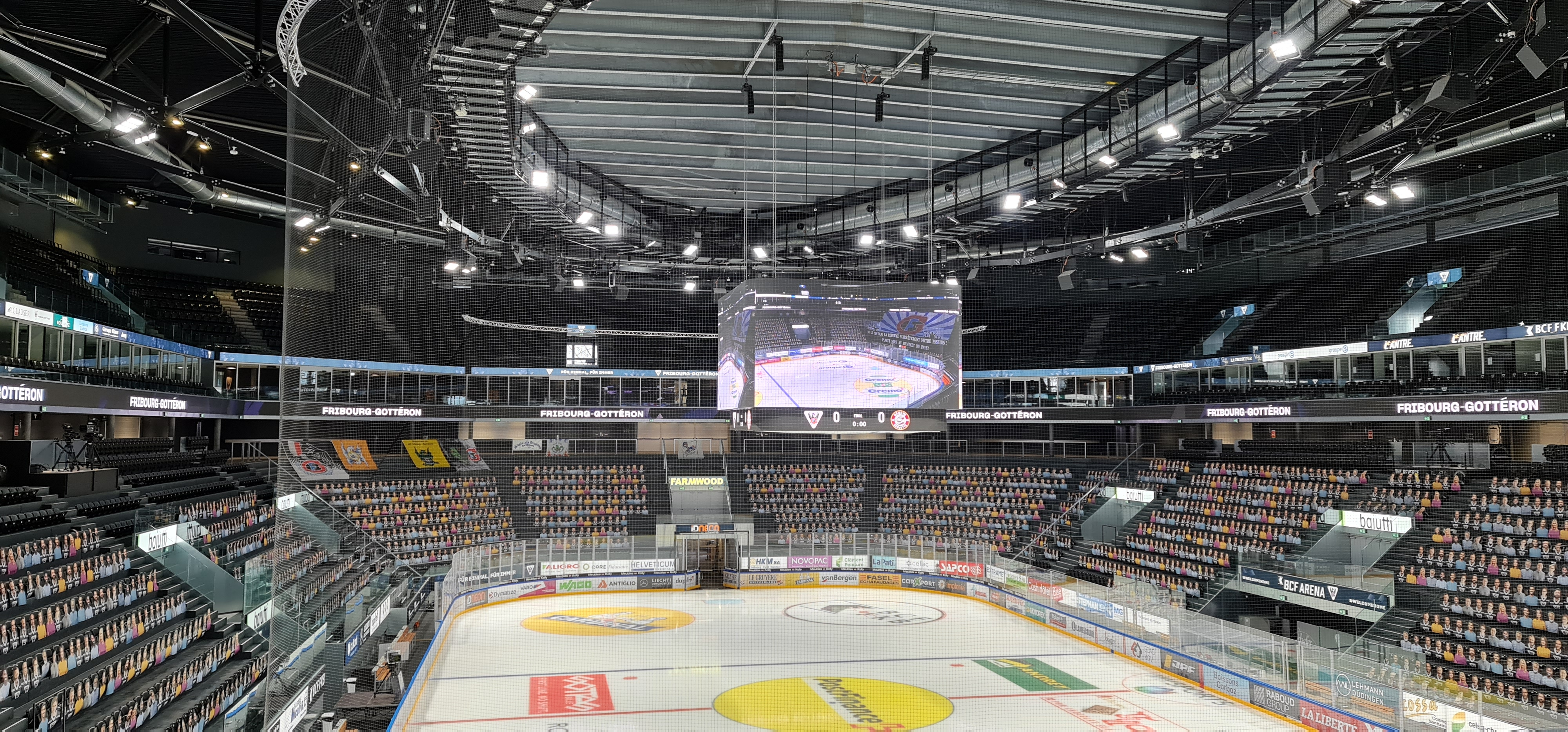
BCF-Arena
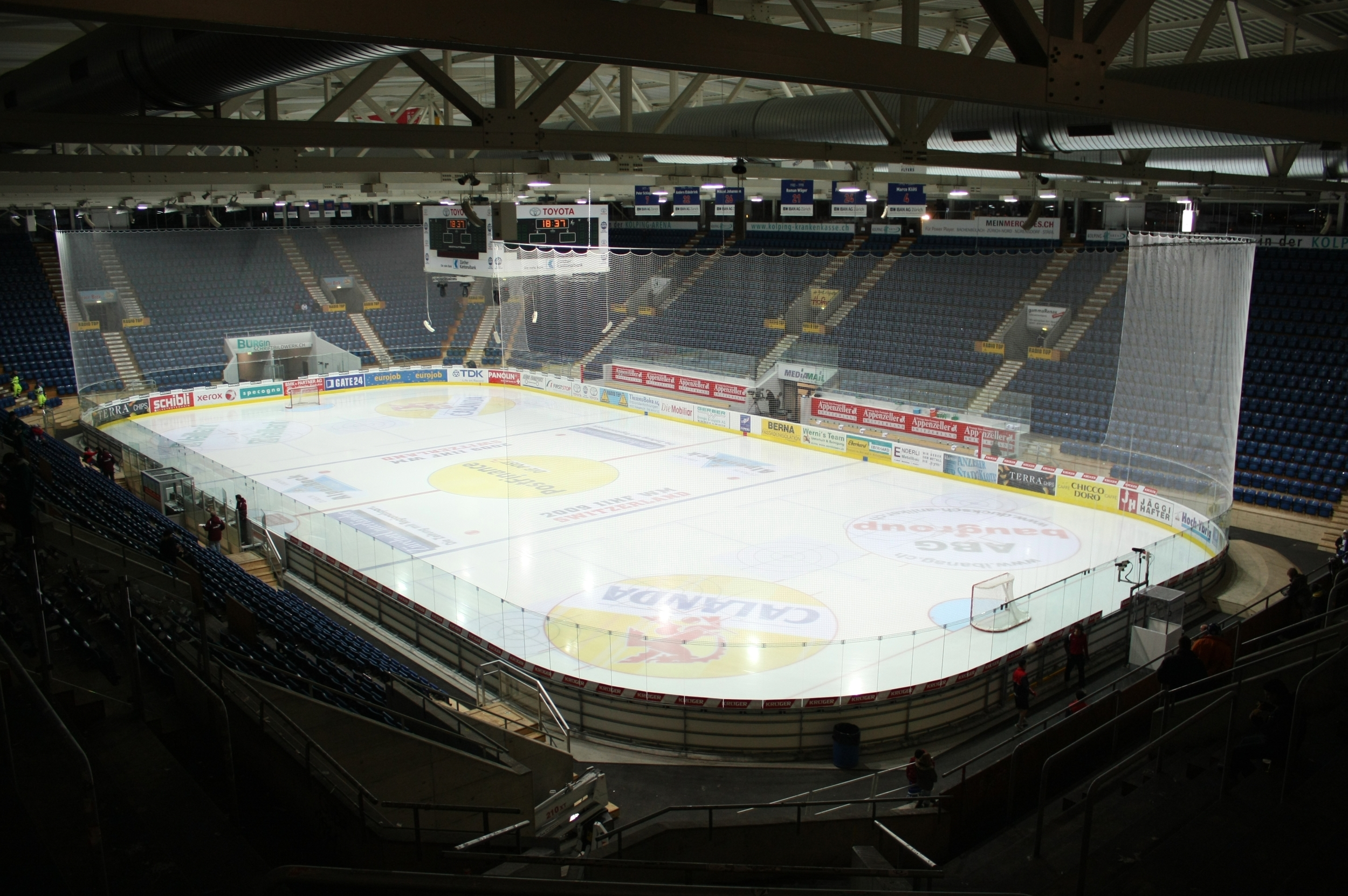
SWISS Arena

### Capacités entre2 500et5 000places
| Rang | Aréna                         | Capacité | Ville       | Canton | Équipe(s)                |
| ---- | ----------------------------- | -------- | ----------- | ------ | ------------------------ |
| 19   | Lonza Arena                   | 5 0000   | Viège       | VS     | HC Viège                 |
| 20   | Eiszentrum Zuchwil            | 4 5000   | Zuchwil     | SO     | EHC Zuchwil Regio        |
| 21   | Eishalle Schoren              | 4 0020   | Langenthal  | BE     | SC Langenthal            |
| 22   | Eishalle Wetzikon             | 4 0000   | Wetzikon    | ZH     | EHC Wetzikon             |
| 23   | Eiszentrum Luzern             | 3 9680   | Lucerne     | LU     | HC Lucerne               |
| 24   | Patinoire de Graben           | 3 6480   | Sierre      | VS     | HC Sierre                |
| 25   | Sportzentrum Herisau          | 3 5000   | Herisau     | AR     | SC Herisau               |
| 26   | KEBA Aarau                    | 3 0000   | Aarau       | AG     | Argovia Stars            |
| 27   | Eishalle Deutweg (de)         | 2 9960   | Winterthour | ZH     | EHC Winterthour          |
| 28   | Thomas Domenig Stadion        | 2 9900   | Coire       | GR     | HC Coire                 |
| 29   | Güttingersreuti (de)          | 2 8800   | Weinfelden  | TG     | HC Thurgovie             |
| 30   | Centre sportif Vallée de Joux | 2 800    | Le Sentier  | VD     | HC Vallée de Joux        |
| 31   | Patinoire de Fleurier         | 2 600    | Fleurier    | NE     | CP Fleurier              |
| 32   | Grabengut                     | 2 500    | Thoune      | BE     | EHC Thun                 |
| 32   | Bodensee-Arena (de)           | 2 500    | Kreuzlingen | TG     | EHC Kreuzlingen-Konstanz |
| 32   | Seelandhalle                  | 2 500    | Lyss        | BE     | SC Lyss                  |

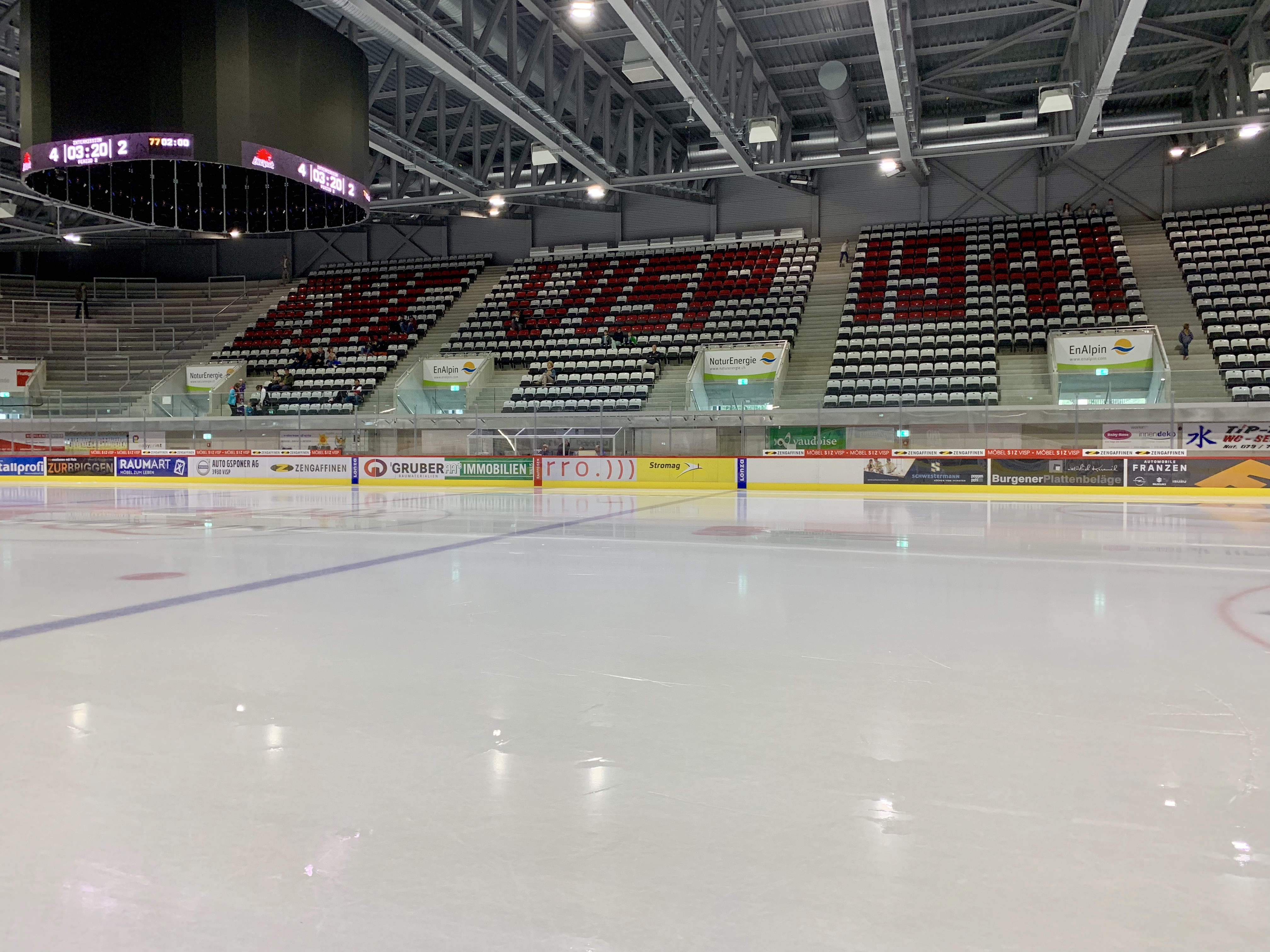
Lonza Arena
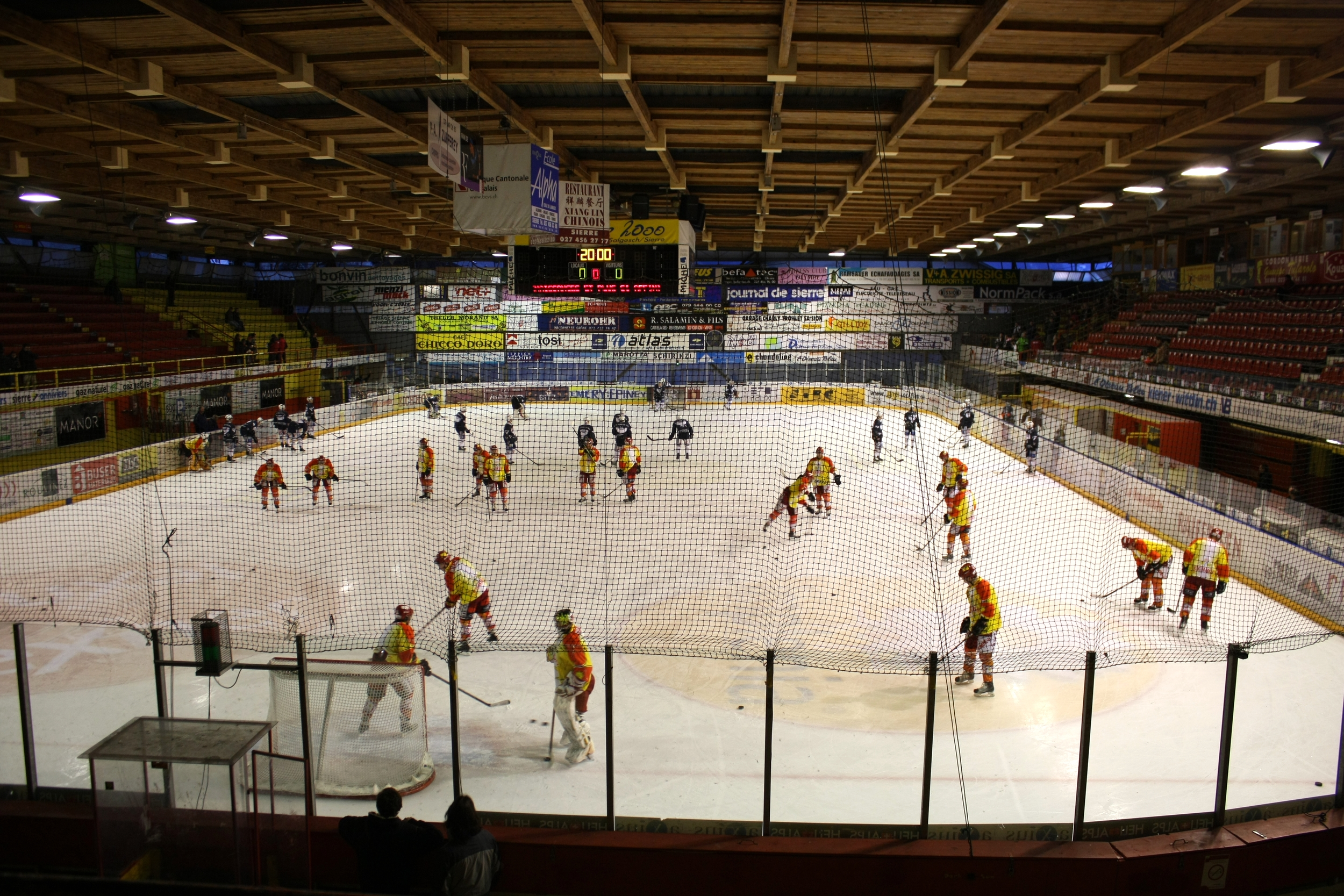
Patinoire de Graben
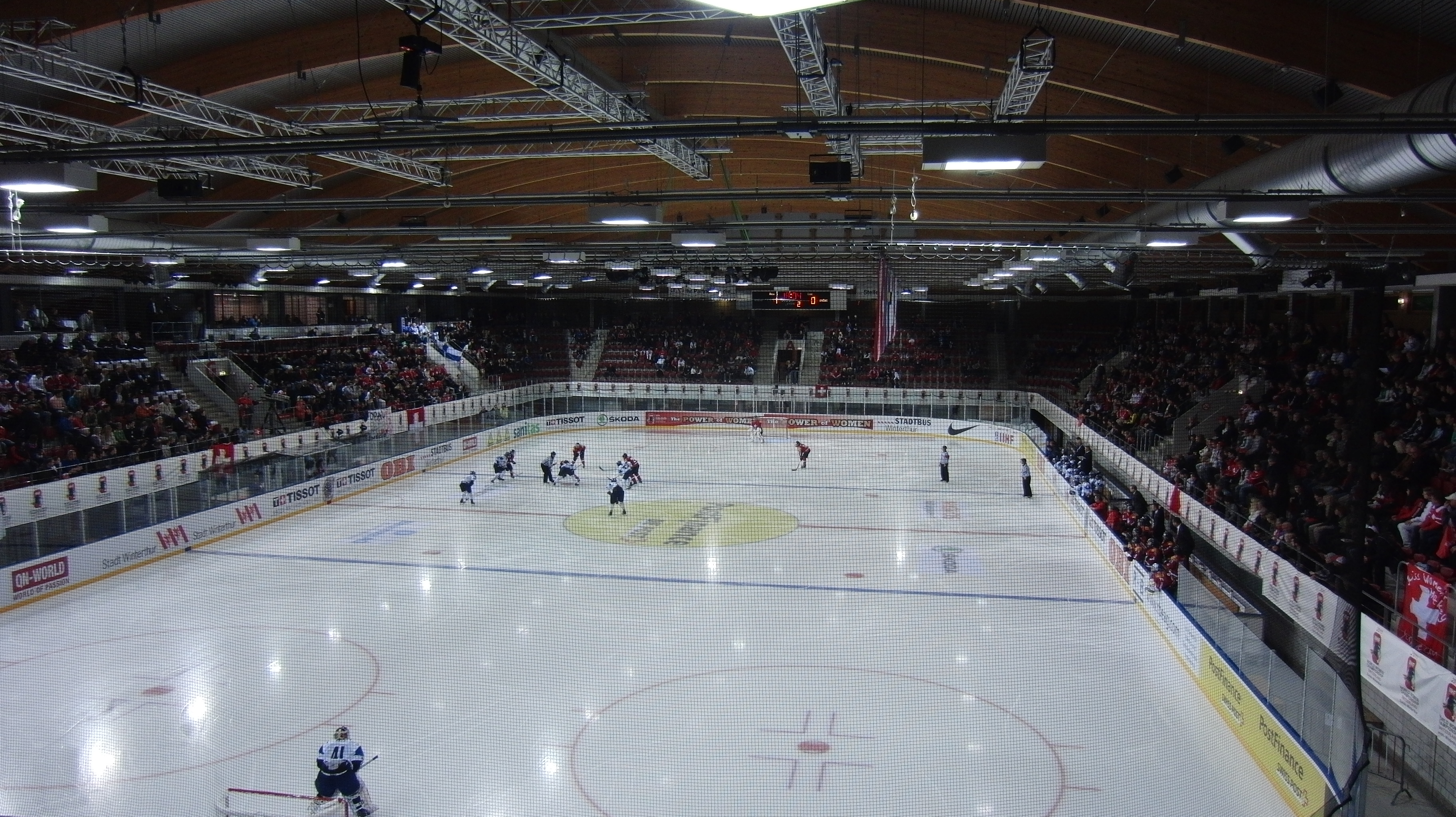
Eishalle Deutweg
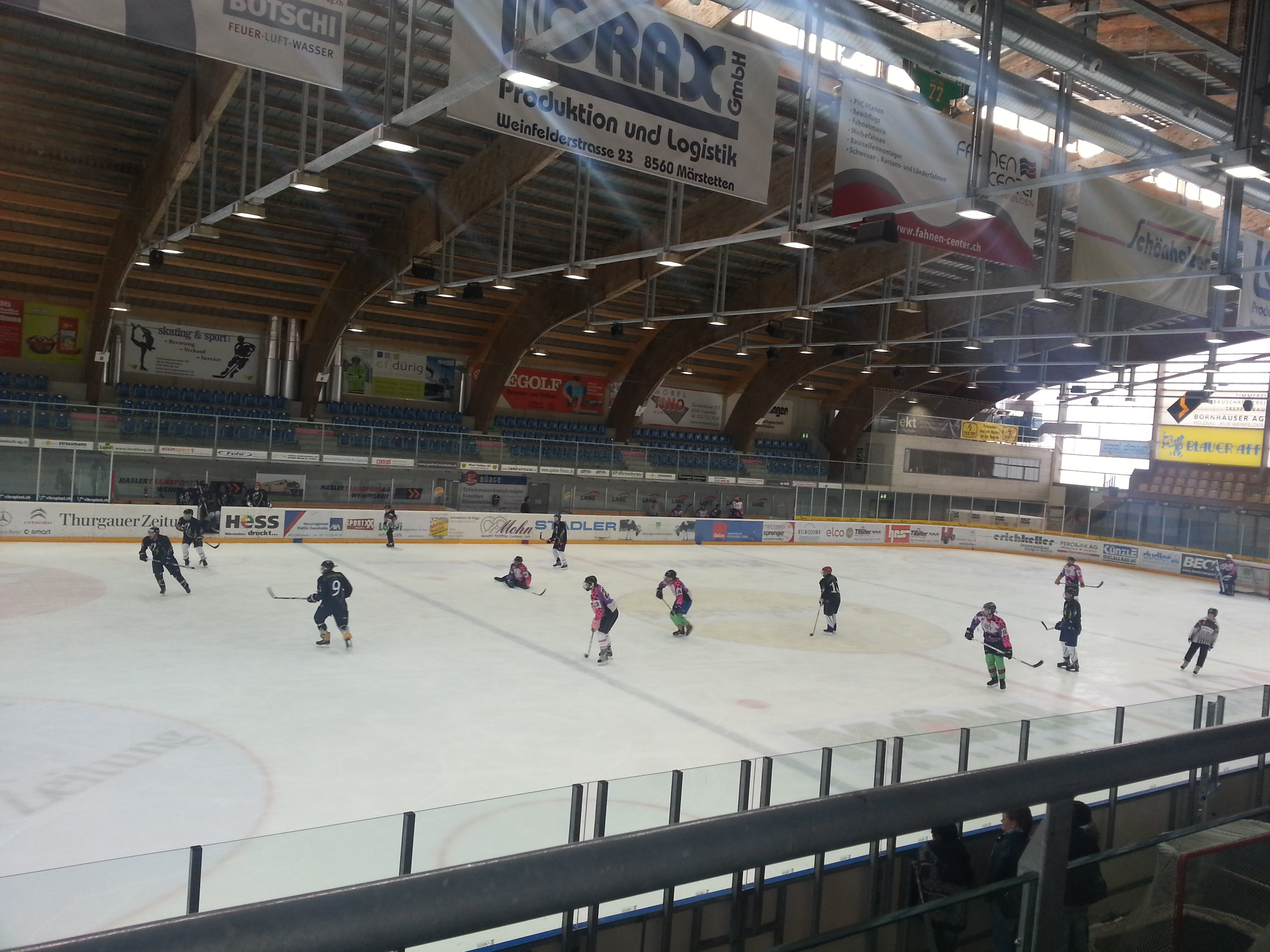
Güttingersreuti
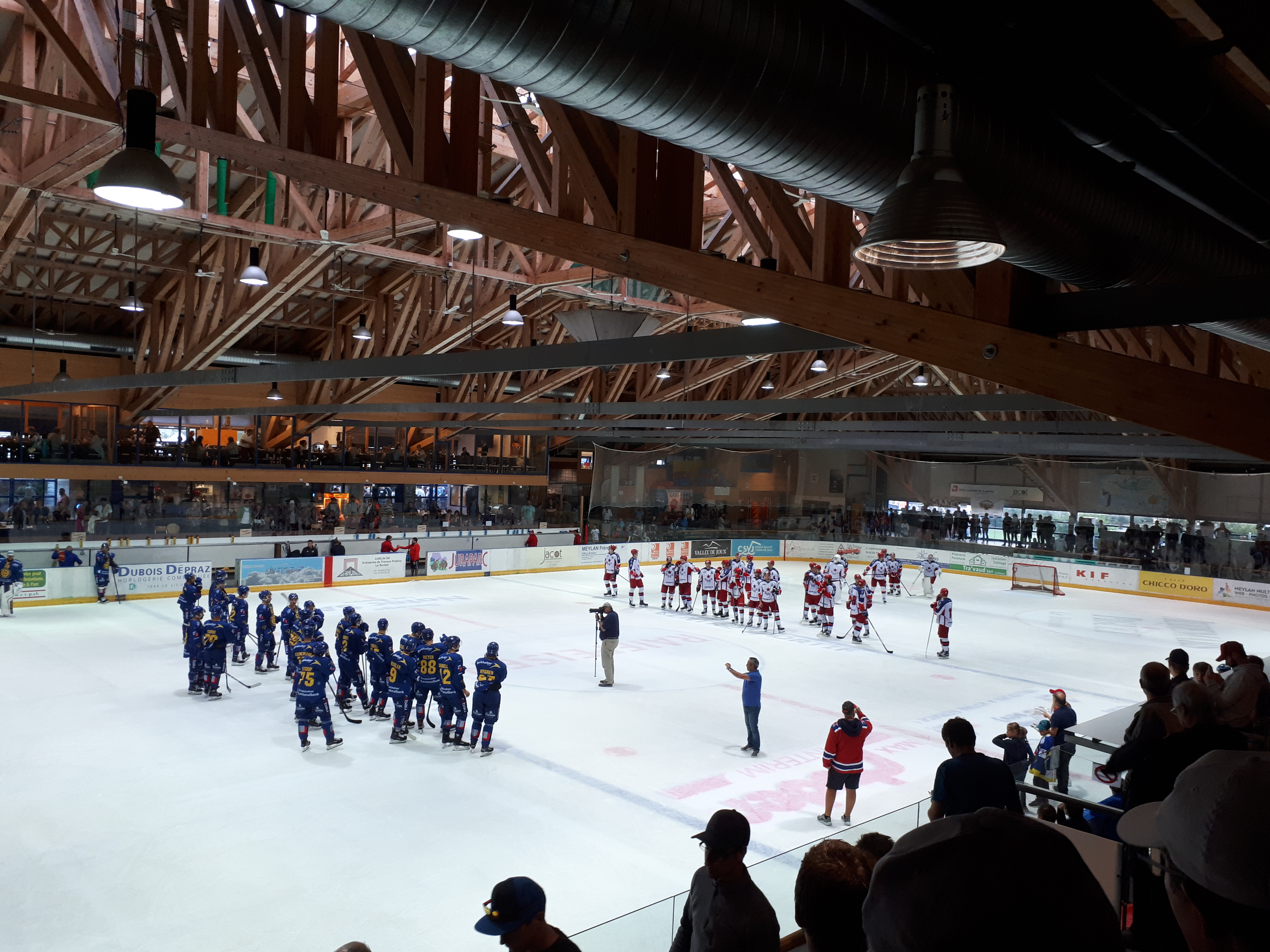
Centre sportif  Vallée de Joux

### Capacités inférieurs à places

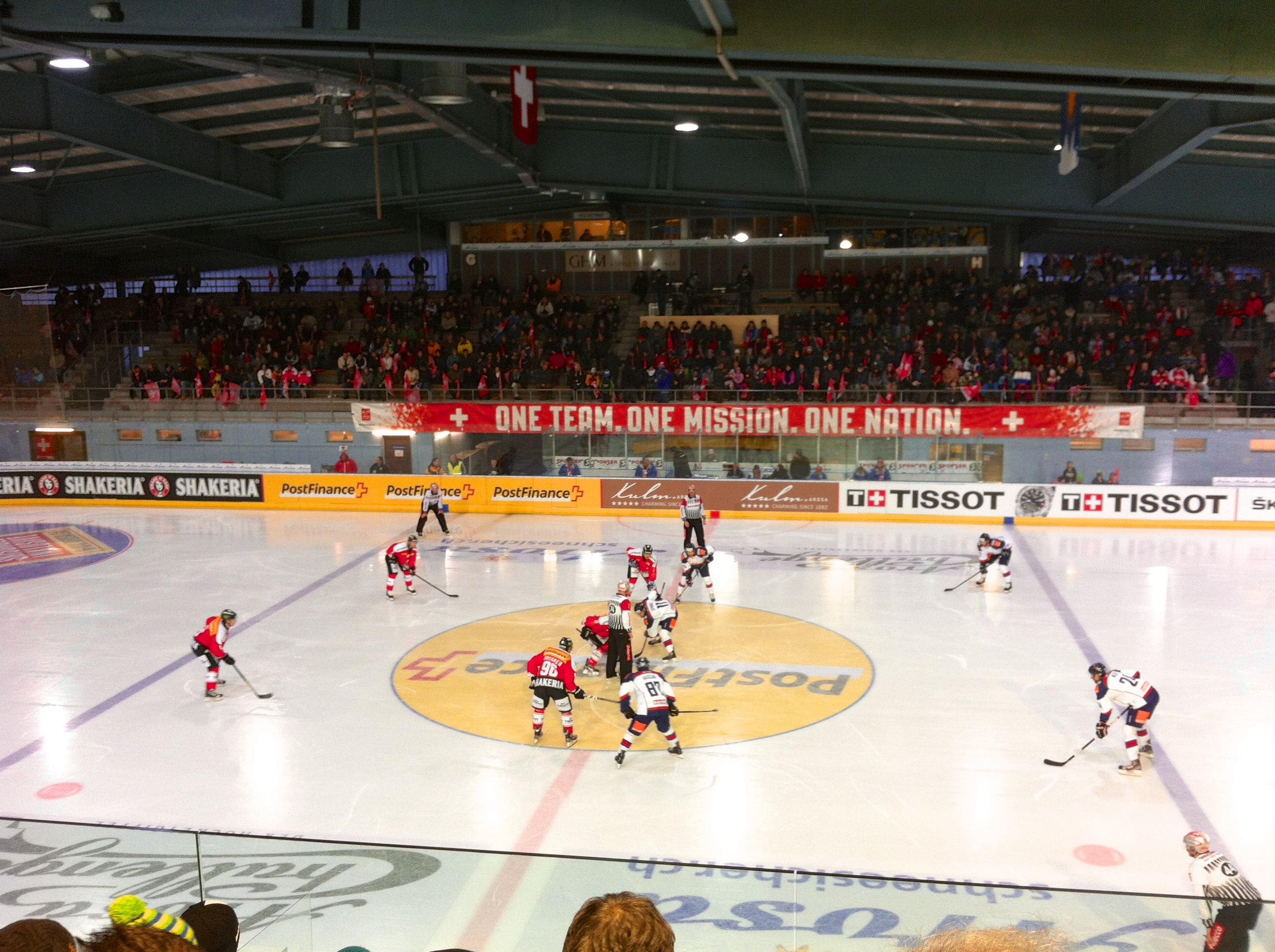
SKZ Arosa

### Capacités inférieurs à2 500places
| Rang | Aréna                          | Capacité | Ville             | Canton | Équipe(s)                         |
| ---- | ------------------------------ | -------- | ----------------- | ------ | --------------------------------- |
| 35   | Campus Perspektiven            | 2 400    | Huttwil           | BE     | Hockey Huttwil                    |
| 35   | Patinoire des Eaux-Minérales   | 2 400    | Morges            | VD     | Forward Morges                    |
| 37   | Centro Sportivo                | 2 2000   | Bellinzone        | TI     | Bellinzona Rockets/GDT Bellinzona |
| 37   | SKZ Arosa (de)                 | 2 200    | Arosa             | GR     | EHC Arosa                         |
| 39   | Im Chreis                      | 2 000    | Dübendorf         | ZH     | EHC Dübendorf                     |
| 40   | KEB Frauenfeld                 | 1 925    | Frauenfeld        | TG     | EHC Frauenfeld                    |
| 41   | Patinoire-Piscine Yverdon      | 1 800    | Yverdon-les-Bains | VD     | HC Yverdon-les-Bains              |
| 42   | KE Küsnacht                    | 1 6620   | Küsnacht          | ZH     | GCK Lions                         |
| 43   | Forum d'Octodure               | 1 650    | Martigny          | VS     | HCV Martigny                      |
| 43   | Sportzentrum Hirslen           | 1 500    | Bülach            | ZH     | EHC Bülach                        |
| 43   | Centre de loisirs Saignelégier | 1 500    | Saignelégier      | JU     | HC Franches-Montagnes             |
| 43   | Eissportzentrum Oberthurgau    | 1 500    | Romanshorn        | TG     | PIKES EHC Oberthurgau             |
| 43   | Valiant Arena                  | 1 500    | Moutier           | BE     | HC Moutier                        |
| 48   | Eisbahn Sense-See              | 1 460    | Guin              | FR     | HC Guin Bulls                     |
| 49   | IWC Arena                      | 1 400    | Schaffhouse       | SH     | EHC Schaffhausen                  |
| 50   | Stadion Zingel                 | 1 000    | Seewen            | SZ     | EHC Seewen                        |

- SKZ Arosa